# Gare de Mazagran
La gare de Mazagran est une gare ferroviaire algérienne située sur le territoire de la commune de Mazagran, dans la wilaya de Mostaganem.

## Situation ferroviaire
La gare se situe sur la ligne de Mohammadia à Mostaganem, où elle est précédée de la gare de Hassi Mameche et suivie de celle de Mostaganem.
| \| Mazagran Mostaganem \| Localisation de la gare de Mazagran dans la wilaya de Mostaganem. |
| Mazagran Mostaganem                                                                         |

## Histoire
Située à une altitude de 145,730 m, la gare est mise en service en 1908 lors de l'ouverture de la section de La Macta (dans l'actuelle Mers El Hadjadj) à Mostaganem de l'ancienne ligne de La Macta à Trumelet où elle était située au point kilométrique (PK) 26,100,,.

## Service des voyageurs

### Dessertes
La gare de Mazagran est desservie par les trains régionaux de la liaison Mohammadia - Mostaganem.